# Bruno Uvini
Bruno Uvini Bortolança, noto semplicemente come Bruno Uvini (Capivari, 3 giugno 1991), è un calciatore brasiliano, difensore del Vitória.

## Caratteristiche tecniche
Difensore centrale dall'imponente stazza fisica; molto bravo sia col gioco aereo che nelle chiusure e nella marcatura degli attaccanti avversari.
Si distingue anche per il tempismo negli anticipi e il senso di posizione tattica, con cui sopperisce a una velocità non eccelsa.

## Carriera

### Club

#### Le giovanili e il passaggio al São Paulo
Muove i suoi primi passi calcistici nella società della sua città natale, il Capivari, dove resta fino al 2005 quando passa nelle giovanili del Pão de Açúcar. Dopo due anni di militanza nella formazione gialloblù, viene notato dagli osservatori del San Paolo ed entra così a far parte del settore giovanile paulista.
In poco tempo, grazie alle sue prestazioni ed alle buone doti individuali, diviene un punto fermo delle varie rappresentative giovanili dei Tricolor Paulista nelle quali ricopre il ruolo di capitano. Esordisce in prima squadra il 29 settembre 2010 nella partita di campionato contro il Grêmio, perso con il risultato di 4-2. Rimedia la sua prima ammonizione in carriera, da calciatore professionista, il 19 giugno in occasione della partita di campionato giocata con il Ceará.

#### In prestito al Tottenham e Napoli
Il 15 febbraio 2012 passa in prestito alla società inglese del Tottenham per due mesi, con un'opzione per rendere il trasferimento definitivo alla cifra di 3,7 milioni di euro. Con la maglia degli Spurs sostiene un periodo di prova, prendendo parte agli allenamenti e alle gare amichevoli senza poter scendere in campo negli impegni ufficiali della squadra. Al termine della stagione, non essendo stato contrattualizzato dagli Spurs, ritorna in Brasile.
Il 30 agosto 2012, ritornato al club di São Paulo, si trasferisce a titolo definitivo alla società italiana del Napoli, sottoscrivendo un contratto quinquennale con la società partenopea fino al 30 giugno 2017. Sceglie la maglia numero 3.
Debutta in prima squadra partendo come titolare il 6 dicembre 2012 in occasione della partita di Europa League con il PSV, conclusosi con il risultato di 1 a 3 in favore degli olandesi. Il 31 gennaio 2013, senza mai essere stato utilizzato in campionato, passa in prestito al Siena. Anche qui non colleziona alcuna presenza e al termine della stagione rientra al Napoli.
Il debutto in Serie A avviene sabato 2 novembre nella gara interna contro il Catania, sostituendo l'infortunato Mesto al sesto minuto di gioco; la partita terminerà 2-1 per i partenopei grazie alle reti di Callejón e Hamšík e resterà la sua unica presenza stagionale.
Il 30 marzo 2014 torna in Brasile, ceduto in prestito al Santos. Il 1º gennaio 2015 ritorna per fine prestito al Napoli.
Il 15 luglio 2015 viene ceduto in prestito agli olandesi del Twente dove si conquista subito il posto da titolare.

### Nazionale
Nel 2011, dopo aver collezionato 3 presenze e due gol con l'Under-19 l'anno precedente, viene convocato nell'Under-20 per prendere parte sia al campionato mondiale e sia al campionato sudamericano di categoria dell'anno in corso; la Nazionale verdeoro si aggiudica la vittoria finale in entrambi i tornei, con Uvini che gioca da titolare 13 delle 14 partite disputate complessivamente nei due tornei.
Il 26 maggio 2012, a 21 anni non ancora compiuti, debutta nella Nazionale maggiore nell'amichevole contro la Danimarca, terminata con il risultato di 3-1 per i verdeoro.
Il 6 luglio 2012 viene convocato per disputare il torneo olimpico che si svolge a Londra e in altre città del Regno Unito. Debutta con la Nazionale olimpica il 7 agosto in occasione della partita giocata all'Old Trafford di Manchester contro i pari età della Corea del Sud, subentrando a Juan Jesus durante la partita; la selezione brasiliana conquista la medaglia d'argento dopo aver perso la finale di Wembley contro la Nazionale messicana.

## Statistiche

### Presenze e reti nei club
Statistiche aggiornate al 21 aprile 2024.
| Stagione          | Squadra           | Campionato        | Campionato | Campionato | Coppe nazionali | Coppe nazionali | Coppe nazionali | Coppe continentali | Coppe continentali | Coppe continentali | Altre coppe | Altre coppe | Altre coppe | Totale | Totale |
| Stagione          | Squadra           | Comp              | Pres       | Reti       | Comp            | Pres            | Reti            | Comp               | Pres               | Reti               | Comp        | Pres        | Reti        | Pres   | Reti   |
| ----------------- | ----------------- | ----------------- | ---------- | ---------- | --------------- | --------------- | --------------- | ------------------ | ------------------ | ------------------ | ----------- | ----------- | ----------- | ------ | ------ |
| 2010              | San Paolo         | A1/SP+A           | 0+2        | 0+0        | -               | -               | -               | -                  | -                  | -                  | -           | -           | -           | 2      | 0      |
| 2011              | San Paolo         | A1/SP+A           | 0+6        | 0+0        | -               | -               | -               | CL                 | 0                  | 0                  | -           | -           | -           | 6      | 0      |
| 2012              | San Paolo         | A1/SP+A           | 0+0        | 0+0        | CB              | 1               | 0               | -                  | -                  | -                  | -           | -           | -           | 1      | 0      |
| Totale São Paulo  | Totale São Paulo  | Totale São Paulo  | 8          | 0          |                 | 1               | 0               |                    | 0                  | 0                  |             | -           | -           | 9      | 0      |
| 2012-gen. 2013    | Napoli            | A                 | 0          | 0          | CI              | 0               | 0               | UEL                | 1                  | 0                  | SI          | -           | -           | 1      | 0      |
| gen.-giu. 2013    | Siena             | A                 | 0          | 0          | CI              | 0               | 0               | -                  | -                  | -                  | -           | -           | -           | 0      | 0      |
| 2013-mar. 2014    | Napoli            | A                 | 1          | 0          | CI              | 0               | 0               | UCL+UEL            | 0                  | 0                  | -           | -           | -           | 1      | 0      |
| mar.-dic. 2014    | Santos            | A1/SP+A           | 0+11       | 0+2        | CB              | 3               | 0               | -                  | -                  | -                  | -           | -           | -           | 14     | 2      |
| gen.-giu. 2015    | Napoli            | A                 | 0          | 0          | CI              | 0               | 0               | UEL                | 0                  | 0                  | -           | -           | -           | 0      | 0      |
| Totale Napoli     | Totale Napoli     | Totale Napoli     | 1          | 0          |                 | -               | -               |                    | 1                  | 0                  |             | -           | -           | 2      | 0      |
| 2015-2016         | Twente            | ED                | 33         | 2          | CO              | 1               | 0               | -                  | -                  | -                  | -           | -           | -           | 34     | 2      |
| 2016-2017         | Al-Nassr          | SPL               | 19         | 0          | CS+KC           | 3+1             | 1+0             | -                  | -                  | -                  | CdC         | 1           | 0           | 24     | 1      |
| 2017-2018         | Al-Nassr          | SPL               | 25         | 2          | KC              | 2               | 0               | -                  | -                  | -                  | -           | -           | -           | 23     | 1      |
| 2018-2019         | Al-Nassr          | SPL               | 25         | 2          | KC              | 3               | 0               | -                  | -                  | -                  | -           | -           | -           | 28     | 2      |
| Totale Al-Nassr   | Totale Al-Nassr   | Totale Al-Nassr   | 69         | 4          |                 | 9               | 1               |                    | -                  | -                  |             | 1           | 0           | 79     | 5      |
| 2019-gen. 2020    | Al-Wakrah         | QSL               | 12         | 1          | CEQ             | 3               | 0               | -                  | -                  | -                  | -           | -           | -           | 15     | 1      |
| gen.-giu. 2020    | Al-Ittihad        | SPL               | 16         | 1          | CS              | -               | -               | -                  | -                  | -                  | CdC         | 1           | 0           | 17     | 1      |
| lug.-ott. 2020    | Al-Ittihad        | SPL               | 1          | 0          | -               | -               | -               | -                  | -                  | -                  | -           | -           | -           | 1      | 0      |
| Totale Al-Ittihad | Totale Al-Ittihad | Totale Al-Ittihad | 17         | 1          |                 | -               | -               |                    | -                  | -                  |             | 1           | 0           | 18     | 1      |
| apr.-dic. 2021    | FC Tokyo          | J1                | 2          | 0          | CG+CdL          | 1+5             | 0+1             | -                  | -                  | -                  | -           | -           | -           | 8      | 1      |
| 2023              | Grêmio            | PD/RS+A           | 6+20       | 1+1        | CB              | 6               | 0               | -                  | -                  | -                  | -           | -           | -           | 32     | 2      |
| gen.-apr. 2024    | Grêmio            | PD/RS             | 3          | 0          | -               | -               | -               | CL                 | 0                  | 0                  | -           | -           | -           | 3      | 0      |
| Totale Grêmio     | Totale Grêmio     | Totale Grêmio     | 9+20       | 1+1        |                 | 6               | 0               |                    | 0                  | 0                  |             | -           | -           | 35     | 2      |
| apr.-dic. 2024    | Vitória           | A                 | 1          | 0          | CB              | 0               | 0               | -                  | -                  | -                  | -           | -           | -           | 1      | 0      |
| Totale carriera   | Totale carriera   | Totale carriera   | 183        | 12         |                 | 23              | 2               |                    | 1                  | 0                  |             | 2           | 0           | 209    | 14     |

### Cronologia presenze e reti in nazionale
| Cronologia completa delle presenze e delle reti in nazionale ― Brasile | Cronologia completa delle presenze e delle reti in nazionale ― Brasile | Cronologia completa delle presenze e delle reti in nazionale ― Brasile | Cronologia completa delle presenze e delle reti in nazionale ― Brasile | Cronologia completa delle presenze e delle reti in nazionale ― Brasile | Cronologia completa delle presenze e delle reti in nazionale ― Brasile | Cronologia completa delle presenze e delle reti in nazionale ― Brasile | Cronologia completa delle presenze e delle reti in nazionale ― Brasile |
| Data                                                                   | Città                                                                  | In casa                                                                | Risultato                                                              | Ospiti                                                                 | Competizione                                                           | Reti                                                                   | Note                                                                   |
| ---------------------------------------------------------------------- | ---------------------------------------------------------------------- | ---------------------------------------------------------------------- | ---------------------------------------------------------------------- | ---------------------------------------------------------------------- | ---------------------------------------------------------------------- | ---------------------------------------------------------------------- | ---------------------------------------------------------------------- |
| 26-5-2012                                                              | Amburgo                                                                | Danimarca                                                              | 1 – 3                                                                  | Brasile                                                                | Amichevole                                                             | -                                                                      | 90’                                                                    |
| 3-6-2012                                                               | Arlington                                                              | Brasile                                                                | 0 – 2                                                                  | Messico                                                                | Amichevole                                                             | -                                                                      | 69’                                                                    |
| 9-6-2012                                                               | New York                                                               | Argentina                                                              | 4 – 3                                                                  | Brasile                                                                | Amichevole                                                             | -                                                                      |                                                                        |
| Totale                                                                 |                                                                        | Presenze                                                               | 3                                                                      |                                                                        | Reti                                                                   | 0                                                                      |                                                                        |

| Cronologia completa delle presenze e delle reti in nazionale ― Brasile Olimpica | Cronologia completa delle presenze e delle reti in nazionale ― Brasile Olimpica | Cronologia completa delle presenze e delle reti in nazionale ― Brasile Olimpica | Cronologia completa delle presenze e delle reti in nazionale ― Brasile Olimpica | Cronologia completa delle presenze e delle reti in nazionale ― Brasile Olimpica | Cronologia completa delle presenze e delle reti in nazionale ― Brasile Olimpica | Cronologia completa delle presenze e delle reti in nazionale ― Brasile Olimpica | Cronologia completa delle presenze e delle reti in nazionale ― Brasile Olimpica |
| Data                                                                            | Città                                                                           | In casa                                                                         | Risultato                                                                       | Ospiti                                                                          | Competizione                                                                    | Reti                                                                            | Note                                                                            |
| ------------------------------------------------------------------------------- | ------------------------------------------------------------------------------- | ------------------------------------------------------------------------------- | ------------------------------------------------------------------------------- | ------------------------------------------------------------------------------- | ------------------------------------------------------------------------------- | ------------------------------------------------------------------------------- | ------------------------------------------------------------------------------- |
| 7-7-2012                                                                        | Manchester                                                                      | Corea del Sud Olimpica                                                          | 0 – 3                                                                           | Brasile Olimpica                                                                | Olimpiadi 2012 - Semifinale                                                     | -                                                                               | 83’                                                                             |
| Totale                                                                          |                                                                                 | Presenze                                                                        | 1                                                                               |                                                                                 | Reti                                                                            | 0                                                                               |                                                                                 |

| Cronologia completa delle presenze e delle reti in nazionale ― Brasile under 20 | Cronologia completa delle presenze e delle reti in nazionale ― Brasile under 20 | Cronologia completa delle presenze e delle reti in nazionale ― Brasile under 20 | Cronologia completa delle presenze e delle reti in nazionale ― Brasile under 20 | Cronologia completa delle presenze e delle reti in nazionale ― Brasile under 20 | Cronologia completa delle presenze e delle reti in nazionale ― Brasile under 20 | Cronologia completa delle presenze e delle reti in nazionale ― Brasile under 20 | Cronologia completa delle presenze e delle reti in nazionale ― Brasile under 20 |
| Data                                                                            | Città                                                                           | In casa                                                                         | Risultato                                                                       | Ospiti                                                                          | Competizione                                                                    | Reti                                                                            | Note                                                                            |
| ------------------------------------------------------------------------------- | ------------------------------------------------------------------------------- | ------------------------------------------------------------------------------- | ------------------------------------------------------------------------------- | ------------------------------------------------------------------------------- | ------------------------------------------------------------------------------- | ------------------------------------------------------------------------------- | ------------------------------------------------------------------------------- |
| 18-1-2011                                                                       | Tacna                                                                           | Brasile under 20                                                                | 4 – 2                                                                           | Paraguay under 20                                                               | Sudamericano Under-20 2011 - Prima fase                                         | -                                                                               |                                                                                 |
| 21-1-2011                                                                       | Tacna                                                                           | Colombia under 20                                                               | 1 – 3                                                                           | Brasile under 20                                                                | Sudamericano Under-20 2011 - Prima fase                                         | -                                                                               |                                                                                 |
| 23-1-2011                                                                       | Moquegua                                                                        | Brasile under 20                                                                | 1 – 1                                                                           | Bolivia under 20                                                                | Sudamericano Under-20 2011 - Prima fase                                         | -                                                                               |                                                                                 |
| 1-2-2011                                                                        | Arequipa                                                                        | Cile under 20                                                                   | 1 – 5                                                                           | Brasile under 20                                                                | Sudamericano Under-20 2011 - Girone finale                                      | -                                                                               |                                                                                 |
| 4-2-2011                                                                        | Arequipa                                                                        | Brasile under 20                                                                | 2 – 0                                                                           | Colombia under 20                                                               | Sudamericano Under-20 2011 - Girone finale                                      | -                                                                               |                                                                                 |
| 7-2-2011                                                                        | Arequipa                                                                        | Argentina under 20                                                              | 2 – 1                                                                           | Brasile under 20                                                                | Sudamericano Under-20 2011 - Girone finale                                      | -                                                                               |                                                                                 |
| 30-7-2011                                                                       | Barranquilla                                                                    | Brasile under 20                                                                | 1 – 1                                                                           | Egitto under 20                                                                 | Mondiali Under-20 2011 - 1º turno                                               | -                                                                               |                                                                                 |
| 2-8-2011                                                                        | Barranquilla                                                                    | Brasile under 20                                                                | 3 – 0                                                                           | Austria under 20                                                                | Mondiali Under-20 2011 - 1º turno                                               | -                                                                               |                                                                                 |
| 5-8-2011                                                                        | Barranquilla                                                                    | Brasile under 20                                                                | 4 – 0                                                                           | Panama under 20                                                                 | Mondiali Under-20 2011 - 1º turno                                               | -                                                                               |                                                                                 |
| 11-8-2011                                                                       | Barranquilla                                                                    | Brasile under 20                                                                | 4 – 0                                                                           | Arabia Saudita under 20                                                         | Mondiali Under-20 2011 - Ottavi di finale                                       | -                                                                               |                                                                                 |
| 15-8-2011                                                                       | Pereira                                                                         | Brasile under 20                                                                | 2 – 2 (4 – 2 dtr)                                                               | Spagna under 20                                                                 | Mondiali Under-20 2011 - Quarti di finale                                       | -                                                                               |                                                                                 |
| 18-8-2011                                                                       | Pereira                                                                         | Brasile under 20                                                                | 2 – 0                                                                           | Messico under 20                                                                | Mondiali Under-20 2011 - Semifinale                                             | -                                                                               |                                                                                 |
| 21-8-2011                                                                       | Barranquilla                                                                    | Brasile under 20                                                                | 3 – 2                                                                           | Portogallo under 20                                                             | Mondiali Under-20 2011 - Finale                                                 | -                                                                               |                                                                                 |
| Totale                                                                          |                                                                                 | Presenze                                                                        | 13                                                                              |                                                                                 | Reti                                                                            | 0                                                                               |                                                                                 |

## Palmarès

### Club

#### Competizioni giovanili
- Copa São Paulo de Futebol Júnior:1

São Paulo: 2010

#### Competizioni statali
- Campionato Gaúcho: 2

Gremio: 2023, 2024

#### Competizioni nazionali
- Campionato saudita: 1

Al Nassr: 2018-2019

### Nazionale
- Campionato sudamericano Under-20: 1

2011
- Campionato mondiale Under-20: 1

2011
- Argento olimpico: 1

Londra 2012